# Arpa Médica
El Grupo Arpa Médica, también denominado GAM, es una institución médica española, de titularidad privada, dedicada principalmente a la obstetricia y ginecología y reproducción humana asistida. Su fundador y propietario es el ginecólogo y obstetra madrileño Ignacio Palomo.
Desde Madrid, Arpa Médica es una de las primeras clínicas españolas especializadas en reproducción asistida donde han acudido numerosas celebridades españolas para recibir tratamientos de fertilidad desde su apertura en 1994, siendo España un país líder en esta industria a nivel internacional. Además de las clínicas en Madrid, Arpa Médica gestiona una clínica en Guinea Ecuatorial, África, la primera clínica de fertilidad del país.
Las operaciones quirúrgicas y partos realizadas por el equipo médico de Arpa Médica se realizan en el Hospital San Francisco de Asís.  

## Historia
El ginecólogo y catedrático de la Universidad Autónoma de Madrid, Juan Ordás Santo Tomás, y el Doctor Ignacio Palomo Álvarez, fundaron el Instituto de Ginecología y Medicina de la Reproducción de los Doctores Ordás y Palomo en 1994. 
Desde el año 2016, la empresa se rebautizó con la denominación actual Arpa Médica. 
La marca permanece con la razón social del nombre de su creación: "Instituto de Ginecología y Medicina de la Reproducción de los Doctores Ordás y Palomo S.L."

## Centro de Ginecología y Fertilidad de Oyala
Desde 2020, Arpa Médica gestiona el Centro de Ginecología y Fertilidad de Oyala (GFO), un centro médico situado en la ciudad de nueva creación de Oyala, Guinea Ecuatorial. Este proyecto forma parte de un nuevo centro construido con el objetivo de impulsar la tecnología, educación y ciencia en África Central. El centro médico fue inaugurado el 5 de diciembre de 2020 por Teodoro Obiang Nguema, presidente de la República de Guinea Ecuatorial, Faustin-Archange Touadéra, presidente de la República Centroafricana y el médico Ignacio Palomo.

## Cleodora Health Consulting
En 2020, se fundó la entidad Cleodora Health Consulting, dentro del Grupo Arpa Médica. Se trata de una consultoría sanitaria cuyo objeto es realizar proyectos sanitarios internacionales como la creación y gestión del Centro de Ginecología y Fertilidad de Oyala en África. 

## Fundación Doctor Palomo
En 2016, se creó la Fundación Doctor Palomo, institución sin ánimo de lucro, dedicada a ofrecer servicios ginecológicos y de fertilidad a pacientes en situaciones extremas. 
En 2019, se hizo viral en Guinea Ecuatorial «la curación de Aitana», donde la Fundación salvó la vida a una niña con un tratamiento quimioterápico. En 2020, una pareja de africanos en riesgo consiguió traer una vida al mundo gracias a la solidaridad de la Fundación Doctor Palomo con el proyecto «de una Vida, otra Vida».